# عزیزالله پالیزبان
عزیزالله پالیزبان، (۱۲۹۷ در کرمانشاه - ) نظامی و سیاستمدار ایرانی در دوران حکومت پهلوی بود.
وی با درجۀ سپهبد در نیروی زمینی شاهنشاهی فعالیت می‌کرد. همچنین در زمامداری رضاشاه درجۀ ستوان دومی داشت. وی در حکومت پهلوی سمت‌هایی همچون رئیس سازمان ویژه اداره سوم، رئیس دایره هشتم عملیات مخصوص اداره دوم، رئیس سازمان ضد اطلاعات، سناتور مجلس و استاندار کرمانشاه را عهده‌دار بوده‌است.

## زندگی

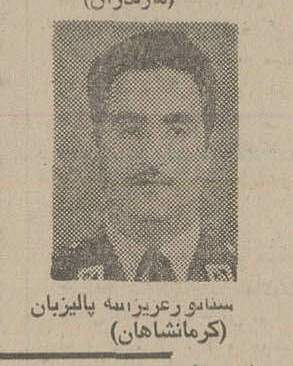

عزیزالله پالیزبان در سال ۱۲۹۷ در کرمانشاه متولد شد. نام پدرش حبیب‌الله بود. پس از طی تحصیلات مقدماتی و دبیرستان وارد دانشکدۀ افسری شده و پس از آن مدارج ترقی را در دستگاه حکومتی به سرعت طی کرد. در مهرماه ۱۳۱۸ پس از فارغ‌التحصیلی از دانشکده افسری با درجه ستوان دومی، فعالیت خود را در ارتش شاهنشاهی ایران آغاز کرد. به دنبال ورود نیروهای متفقین، ارتش سرخ از شمال به خاک ایران در روز سوم شهریور ۱۳۲۰ و فرار فرماندهان و افسران ارتش رضاشاه، وی نیز که در اطراف مهاباد خدمت می‌کرد، فرار کرد و پس از مدتی سرگردانی در کوه‌ها و بیابان‌های منطقه سرانجام توسط نیروهای روسی دستگیر شد. با این وجود او پس از مدتی دوباره فرار کرد و به کرمانشاه نزد ایل خود رفت. به دنبال صدور اطلاعیه ارتش مبنی بر بازگشت افسران و درجه‌داران، مجدداً به ارتش بازگشت. پالیزبان در جریان درگیری‌های نیروهای ارتش با عشایر کردستان و نیز ماجرای ورود ارتش به آذربایجان و کردستان پس از فروپاشی حکومت فرقه دموکرات، به همراهی نیروهای اعزامی ارتش به سرکوب خودمختاری آذربایجان و کردستان پرداخت. وی سپس به معاونت هنگ کرمانشاه و فرماندهی هنگ تبریز منصوب شد و در ادامۀ فعالیت در ارتش، ریاست ستاد لشکر لرستان و پس از آن معاونت فرماندهی این استان را بر عهده می‌گیرد. وی در سال ۱۳۳۶، با تصدی ریاست سازمان ویژه اداره دوم، فعالیت خود را در اطلاعات ارتش آغاز می‌کند و پس از آن عهده‌دار مسئولیت سازمان اطلاعات استراتژیکی ادارۀ دوم شد. پالیزبان در زمان ریاست سپهبد کمال بر اداره دوم به‌عنوان معاون این اداره منصوب شد و با برکناری سپهبد کمال از این مسئولیت، وی ریاست اداره دوم ارتش را بر عهده گرفت.  پالیزبان در سال ۱۳۴۲ جهت انجام مأموریت به آمریکا اعزام شد.
عزیزالله پالیزبان پس از فراغت از مسئولیت‌های نظامی و اطلاعاتی، به مسئولیت‌های فرهنگی و سیاسی گمارده شد و در این راستا سمت‌هایی مانند عضو هیئت مدیرۀ دانشگاه رازی کرمانشاه، معاونت نخست‌وزیر، سناتور منتخب استان کرمانشاه، ایلام و کردستان و همچنین استانداری کرمانشاه به وی واگذار شد.

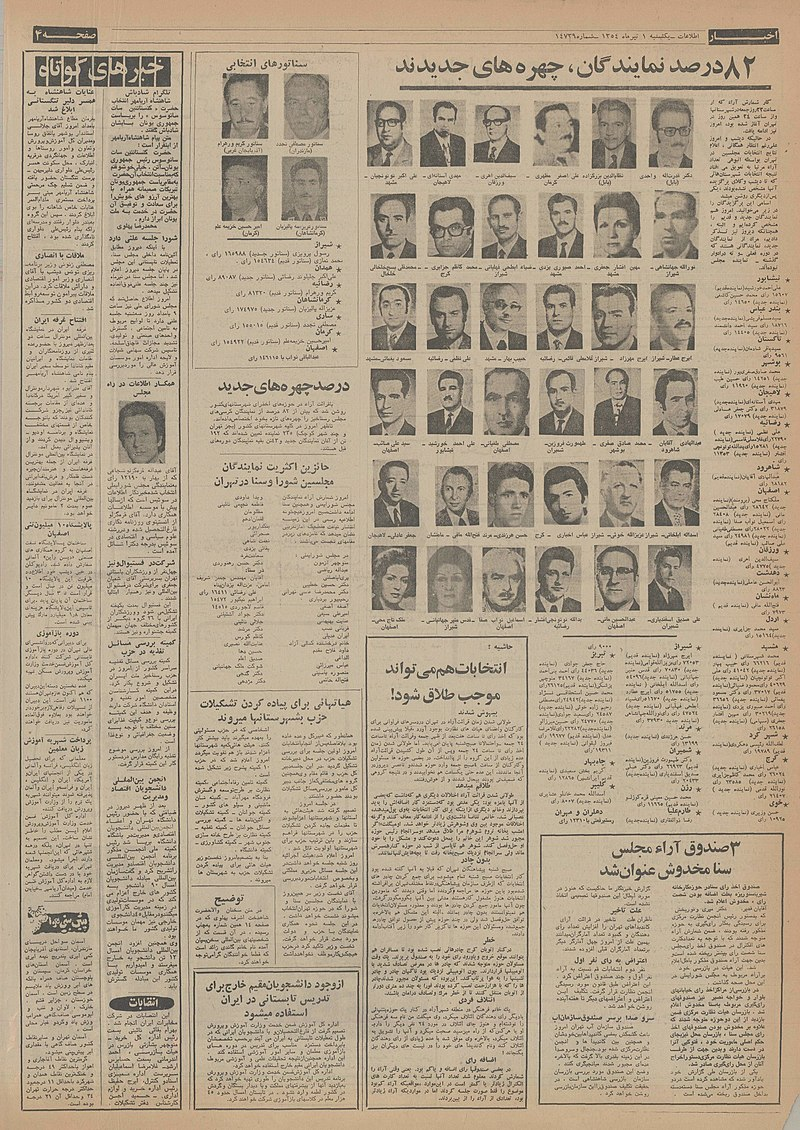

## سمت‌های مهم
سپهبد عزیزالله پالیزبان یکی از امرای ارتش شاهنشاهی ایران بوده و سمت‌های متعددی همچون مسئولیت اداره دوم ارتش و نیز سمت‌هایی مانند عضویت هیئت مدیره دانشگاه رازی کرمانشاه، معاونت نخست‌وزیر، سناتور انتخابی استان‌های کرمانشاه، ایلام و کردستان و همچنین استانداری کرمانشاه را در دست داشته‌است. وی در ارتش شاهنشاهی ریاست رکن ۲ ارتش را در دست داشت. 

## در جریان انقلاب ۵۷
بعد از اعلام پیروزی انقلاب در ۲۲ بهمن ۱۳۵۷، عزیزالله پالیزبان در مقابل انقلابیون قرار گرفت و اقدام به سامان دادن نیرو کرد. وی بدین منظور مدتی را در کردستان ترکیه گذراند. روزنامۀ کیهان در تاریخ ۲ شهریور ۱۳۵۸ خبر دستگیری پدر وی حبیب الله پالیزبان را منتشر کرد.
در جریانات انقلاب ۵۷ خبری در روزنامه‌ها به چاپ رسید که عزیزالله پالیزبان برای مقابله با تظاهرات‌های مردم شخصاً از بالای تانک مبادرت به شلیک مسلسل نموده و شخصی به نام مهدی ابری‌فام را که مربی تعلیم رانندگی بوده در محل میدان شهناز (غدیر کنونی) در حال رانندگی با خودروی آموزشگاه کشته‌است. پس از انقلاب عابدین رضاییان مدیر آموزشگاه رانندگی دیبا از پالیزبان به خاطر این ماجرا شکایت کرد و از دادستان کرمانشاه خواست تا پالیزبان را به جرم قتل عمد تحت تعقیب قرار دهد. بعدا فامیل نامبرده مشخص کردند که فرد مزبور در اتوموبیل خود توسط انقلابیون کشته شده و همچنین به نظر بعید می‌رسد که سپهبدی شخصاً مبادرت به شلیک روی تانک در شهر بنماید.

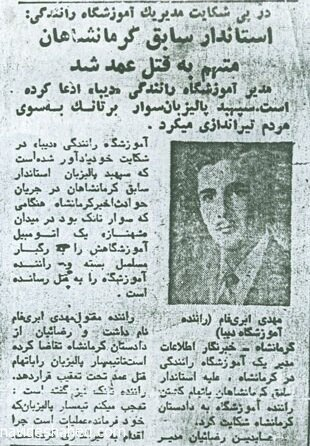

## تأسیس حزب کمک
بر اساس اسناد به‌دست آمده از حکومت پهلوی که پس از انقلاب منتشر شده است، طبق گزارش ضد اطلاعات لشکر ۶ ارتش شاهنشاهی در سال ۱۳۳۶ پالیزبان در خرم‌آباد به صورت مخفیانه حزبی به نام «کمک» تأسیس کرده‌بوده‌است. این حزب از شاه و حکومت پادشاهی طرفداری می‌کرده، اما مأمور مخفی گزارش‌دهندۀ سازمان امنیتی ضمن اشاره به تصرف املاک و زمین‌های فراوان با استفاده از جعل سند و شناسنامۀ افراد مُرده، فعالیت حزب کمک را در راستای «اعمال قدرت» پالیزبان دانسته‌است.

## خاطرات

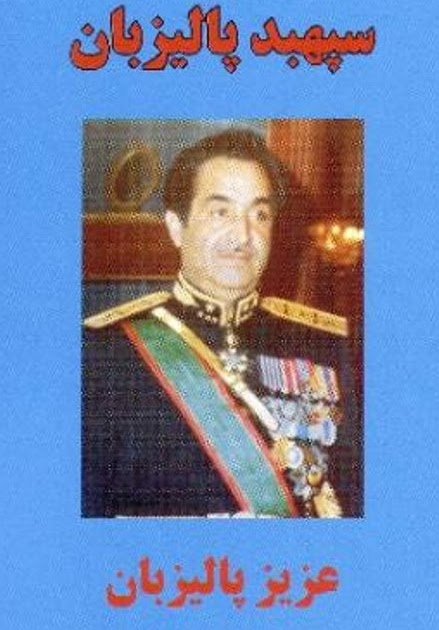

عزیزالله پالیزبان خاطرات خود را به نگارش درآورده‌است. کتاب خاطرات او در سال ۱۳۸۲ (۲۰۰۳ میلادی) توسط «مرکز کتاب نارنجستان» در لس آنجلس به چاپ رسیده‌است.

## درگذشت
از زمان و مکان درگذشت نامبرده هیچ مدرک و گزارشی در دست نیست. بر اساس ادعای تارنمای دفاع‌پرس وی به آمریکا رفته و در همانجا درگذشته است.